# Taxeotis aenigmatodes
Taxeotis aenigmatodes är en fjärilsart som beskrevs av Turner 1929. Taxeotis aenigmatodes ingår i släktet Taxeotis och familjen mätare. Inga underarter finns listade i Catalogue of Life.